# Fətəli Xan Xoyski

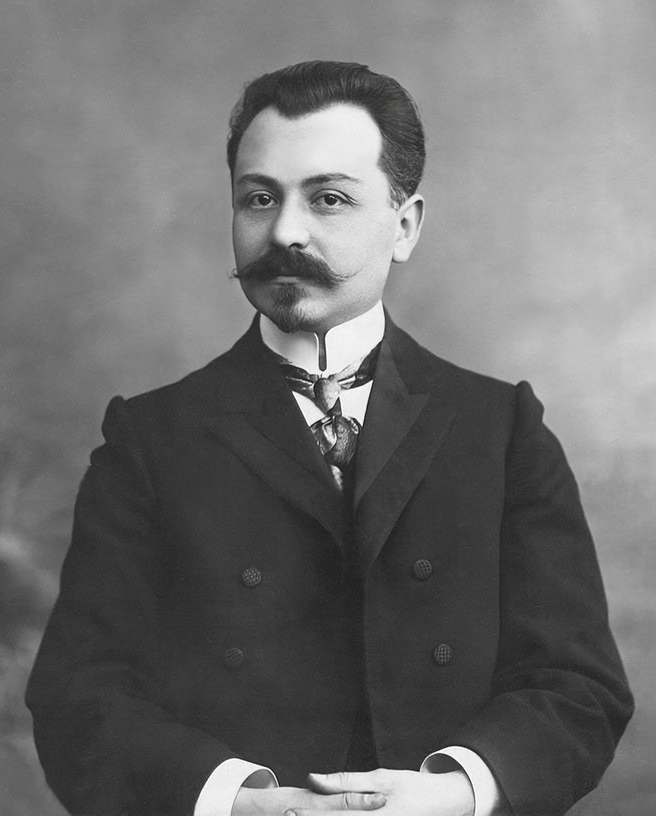
Xoyski in 1906

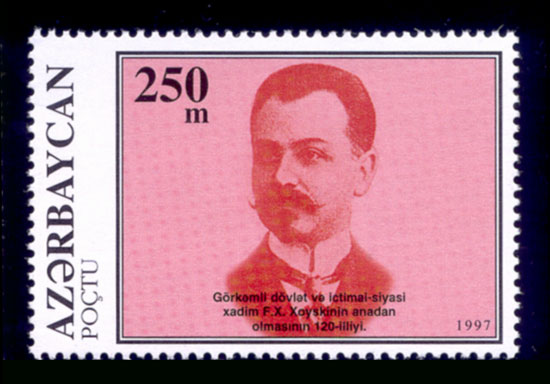
Fətəli Xan Xoyski auf einer aserbaidschanischen Briefmarke von 1997

Fətəli Xan İsgəndər oğlu Xoyski (russisch Фатали Хан Хойский/Fatali Chan Choiski; * 7. Dezember 1875 in Schäki; † 19. Juni 1920 in Tiflis) war ein aserbaidschanischer Politiker und erster Premierminister seines Landes.
Fətəli Xoyski Familie stammt ursprünglich aus dem Raum Choy im Nordiran und war nach dem Russisch-Persischen Krieg nach Şəki gezogen, wo sein Vater Isgender Xoyski Generalleutnant der russischen Armee wurde. Xoyski besuchte in Gändschä die Schule und schloss 1901 ein Studium der Rechtswissenschaften an der Universität Moskau ab. Anschließend war er als Anwalt, Richter und zuletzt als Staatsanwalt in verschiedenen Orten im Kaukasus tätig. 
Im Februar 1907 wurde er als Abgeordneter in die zweite Russische Duma gewählt, der er bis zu deren Auflösung durch ein Dekret des Zaren im Juni 1907 angehörte. Anschließend war er bis zur Abdankung des Zaren im Februar 1917 erneut als Jurist in den Gerichtsbezirken Baku und Gəncə tätig. Dann setzte er sich – er gehörte keiner Partei an – auf dem infolge des Aufstands in St. Petersburg stattfindenden Müsavat-Kongress für die Unabhängigkeit Aserbaidschans von Russland ein. Im Dezember 1917 wurde er in den Transkaukasischen Seym gewählt und gehörte einer ersten Regierung der Transkaukasischen Föderation als Justizminister an. Die Transkaukasische Föderation bestand bis zum Mai 1918. 
Während der ersten, von 1918 bis 1920 währenden Unabhängigkeitszeit Aserbaidschans war er der erste Premierminister der Demokratischen Republik Aserbaidschan und führte von Mai 1918 bis April 1919 drei Kabinette, anschließend übernahm er das Außenministerium. Er förderte in seiner Amtszeit als Premierminister die 1919 erfolgte Gründung der Staatsuniversität von Aserbaidschan. Während des Russischen Bürgerkrieges lehnte er sowohl die Aufforderung der Sowjets zum Kampf gegen Anton Denikin als auch dessen Angebot zur Koalition gegen die Bolschewiken ab. Im April 1920, nachdem die von den Bolschewiki geführte Sowjetunion Aserbaidschan okkupiert hatte, floh er nach Georgien, das noch unabhängig war. In Tiflis wurde er 1920 vom geheimen armenischen Kommando Nemesis ermordet, als Rache für seine Rolle im Armenierpogrom in Baku 1918. Dieses steht durch Enver Pascha auch personell im Zusammenhang mit dem Völkermord an den Armeniern in der Türkei. Es wird aber auch als Reaktion auf die März-Ereignisse 1918 in Aserbaidschan sechs Monate zuvor gesehen, bei der mit den Bolschewisten verbündete armenische Nationalisten viele aserbaidschanische Zivilisten töteten. Getötet wurde er von Aram Jerkanjan. Xoyski wurde auf dem aserbaidschanischen Friedhof bei Tiflis beigesetzt.